# Potée savoyarde
Pour les articles homonymes, voir Potée et Savoie (homonymie).
La potée savoyarde est une recette de cuisine traditionnelle de la cuisine savoyarde, variante des potées à base de viandes et charcuteries de Savoie, avec quelques variantes traditionnelles en fonction des productions agricoles des vallées.

## Ingrédients
Cet article court présente un sujet plus développé dans : Potée.

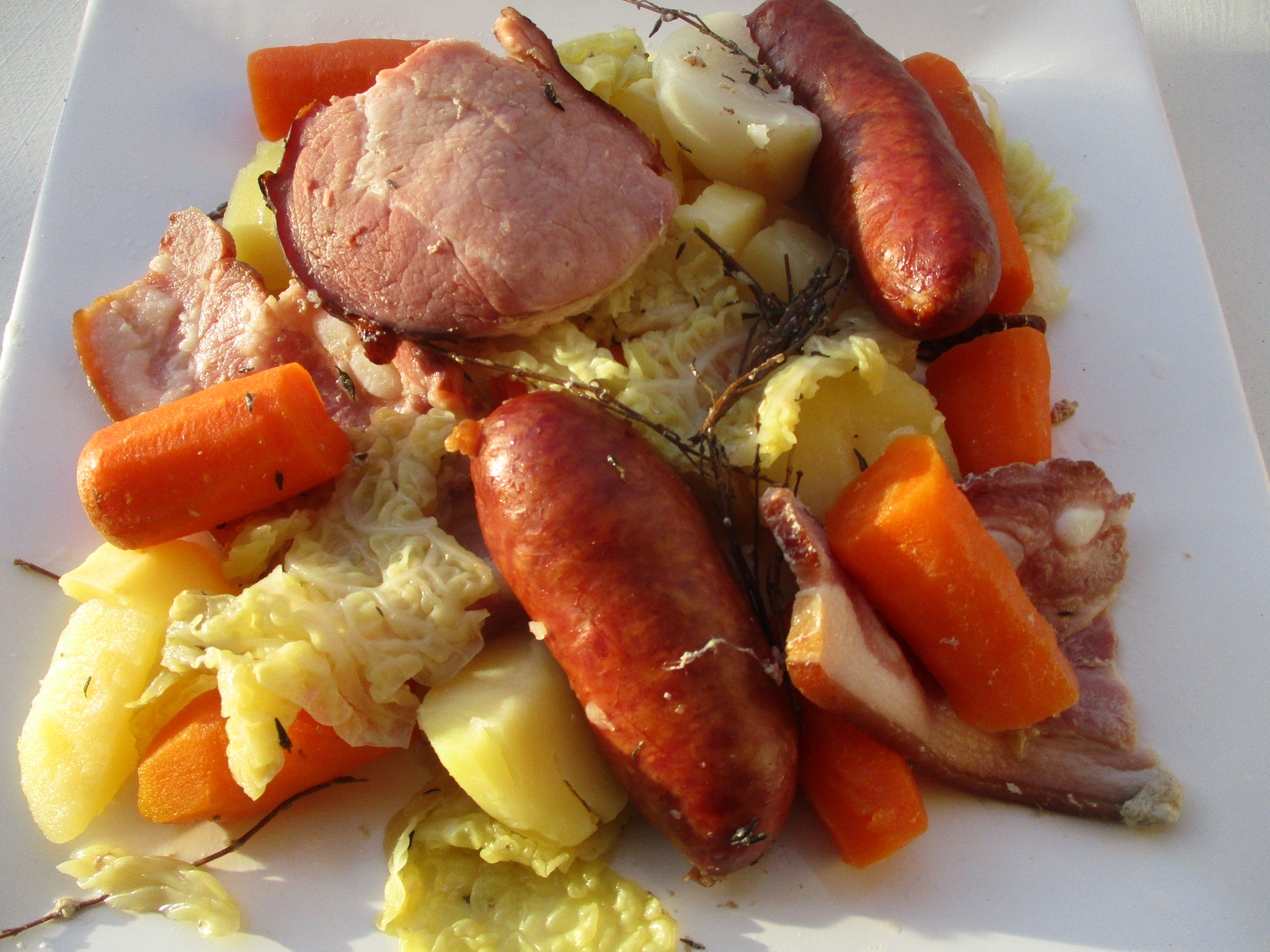
Potée savoyarde

La potée savoyarde est cuisinée avec des diots de Savoie, jarret de porc ou jambonneau, tranches de poitrine de porc, longes de porc, palette fumée ; chou vert, carottes, pommes de terre, navets, oignon, bouquet garni.

## Variantes
Deux variantes sont répandues :
- la potée novalaise (la plus connue) avec des haricots verts, pommes de terre, diots, et lard[2] ;
- la potée savoyarde à la poularde, saucisse et lard fumés, chou, pommes de terre et légumes variés[3].

## Accord mets/vin
La potée savoyarde s’accommode en particulier avec des vins rouges puissants, aux tanins ronds mais intenses, tels que des vins du vignoble de Savoie assez corsés (arbin, chautagne, chignin, jongieux ou saint-jean-de-la-porte).